# Burkhardtia
Burkhardtia is een Duits historisch merk van motorfietsen.
De bedrijfsnaam was: Burkhardtia Motorradbau AG, Magdeburg.
Hoewel Burkhardtia al in 1904 begon met de productie van motorfietsen, werd het merk niet erg bekend. Men gebruikte 165cc-eencilinders en 244cc-paralleltwins van Hans Grade, een indertijd bekend coureur en constructeur, die niet alleen inbouwmotoren voor auto's en motorfietsen leverde, maar ook voor de eerste vliegtuigen. Burkhardtia moest al in 1908 de productie van motorfietsen staken.